# Курительная трубка (туманность)
Курительная трубка — комплекс тёмных туманностей в созвездии Змееносец. Как и все тёмные туманности, это небольшое облако межзвёздной пыли, расположена к северо-востоку от туманности Змея. Является частью туманности Тёмного Коня, как бы его задними ногами. Рядом с туманностью находятся другие туманности: Змея и Barnard 63.
Наблюдения на аппаратах Herschel-PACS и SPIRE выявили наличие крупной структуры из волокон. Асимметричный профиль концентрации частиц в волокнах, а также дугообразный вид туманности B59 показали, что с западной стороны весь комплекс туманностей подвергается сжатию под действием звёздного ветра со стороны звёздной ассоциации Sco OB2. Активность звездообразования наблюдается только в 59 по всей видимости, поток звёздного ветра существенно повысил первоначальную плотность вещества, после чего область стала гравитационно неустойчивой. Предполагается, что именно крупномасштабное сжатие стало причиной возникновения волокнистой структуры в туманности
.